# Синовіальна оболонка
Синовіальна оболонка — одна з двох оболонок сухожильної оболонки, яка покриває сухожилля. Інша мембрана — це зовнішня фіброзна сухожильна оболонка. Сухожилля інвагінує синовіальну оболонку з одного боку, так що сухожилля підвішене до мембрани за допомогою мезосухожилля, через яке кровоносні судини досягають сухожилля, в місцях, де діапазон руху великий. Мезосухожилля зникає або залишається у вигляді вузьких сухожильних смуг у вигляді ниток, відомих як vincula tendina.
Синовіальна оболонка виявляється там, де сухожилля проходить під зв’язками та через кістково-волокнисті тунелі; їх функція полягає у зменшенні тертя між сухожиллям та оточуючою їх структурою.
Прикладом є загальна синовіальна оболонка для сухожиль згиначів кисті.